# Codex Leningradensis

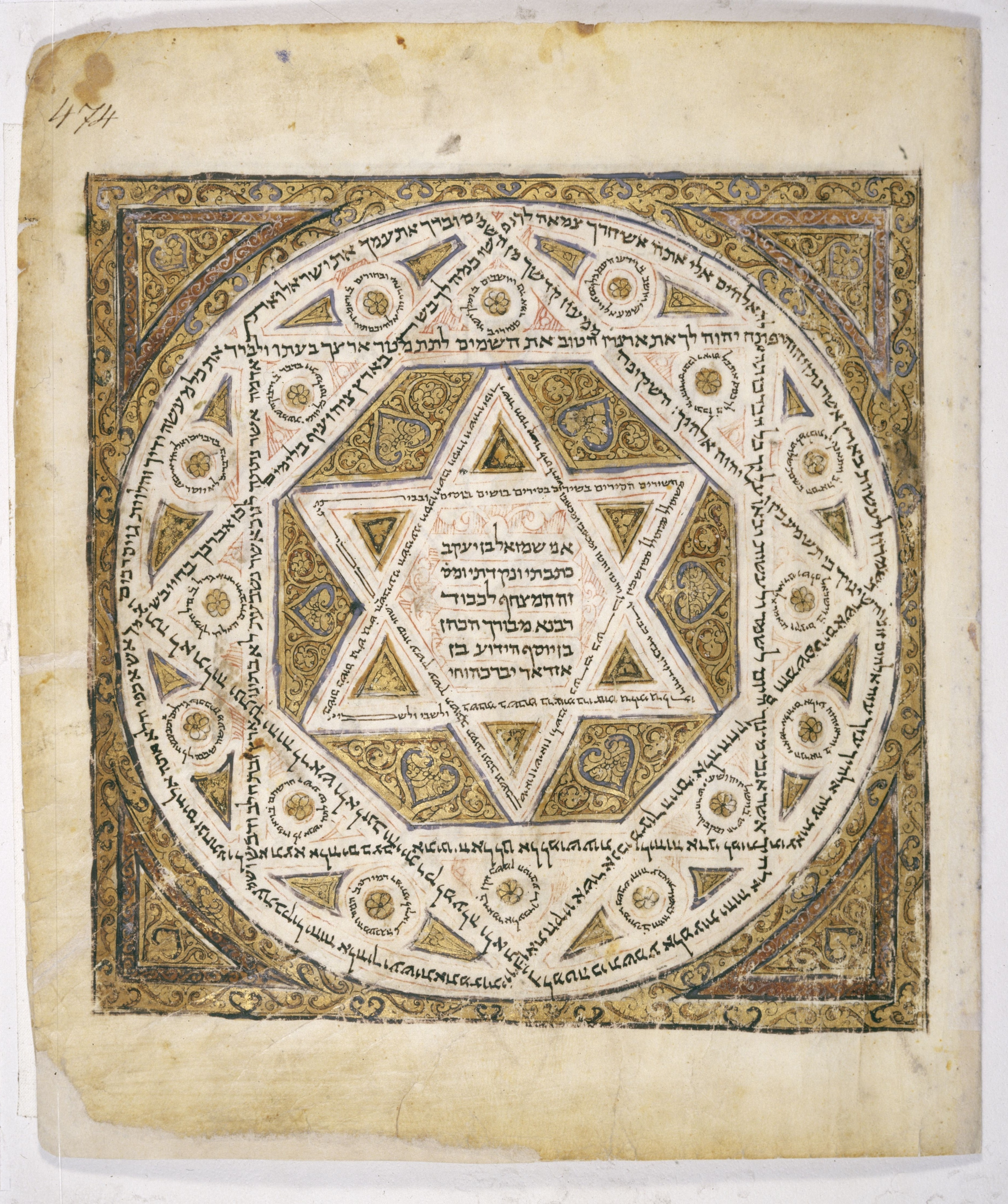
Il Codice di Leningrado (foglio 474a)

Il Codice di Leningrado (Codex Leningradensis, L) è un manoscritto del testo masoretico della Bibbia in ebraico, realizzato su pergamena e datato 1008. Oltre al testo biblico vero e proprio presenta le varie notazioni prodotte dai masoreti. In alcuni punti fornisce esempi di decorazioni geometriche (p.es. il testo del canto di Miriam in Esodo, dopo il passaggio del mar Rosso, è disposto a forma di onde).
L'ordine dei libri è diverso da quello attualmente seguito: nel codice 1-2 Cronache precede Salmi, Giobbe precede Proverbi.
Per la sua interezza, autorevolezza e disponibilità di consultazione, è stato negli ultimi due secoli il testo di riferimento per la compilazione delle varie bibbie ebraiche, manoscritte prima e poi stampate. 
Il codice è conservato nella Biblioteca Nazionale Russa di San Pietroburgo (già Leningrado, donde il nome), catalogato con la sigla "Firkovič B 19 A". Il precedente possessore, Abraam Firkovič, acquistò il manoscritto a Odessa nel 1838, ma non ha lasciato indicazioni circa il passato del codice.
Nel 1935 il manoscritto fu affidato per due anni all'università tedesca di Lipsia, dove Paul Kahle lo utilizzò come base per la terza edizione della Biblia Hebraica (1937). 
La Biblia Hebraica Stuttgartensia (BHS=BH4), realizzata nel 1966 da Karl Elliger e W. Rudoph della Deutsche Bibelgesellschaft di Stuttgart (Stoccarda), è una revisione della BH3, e dunque ancora basata sul Codice di Leningrado. Ad essa sono seguite altre quattro edizioni (1977, 1983, 1990, 1997). Attualmente la BHS4, e dunque il Leningradensis, costituisce il Textus Receptus, cioè il testo di riferimento per le varie edizioni ebraiche e le traduzioni dell'AT. 
Il testo biblico come si trova nel codice contiene il testo della lettera ebraica insieme alle vocali tiberiane e ai segni di cantillazione. Inoltre, sono presenti note masoretiche ai margini. Esistono anche vari supplementi tecnici che trattano dettagli testuali e linguistici, molti dei quali dipinti in forme geometriche. Il codice è scritto su pergamena e rilegato in pelle. 
Il Codice di Leningrado, in condizioni straordinariamente incontaminate dopo un millennio, fornisce anche un esempio di arte ebraica medievale. Sedici pagine contengono motivi geometrici decorativi che illuminano passaggi del testo. La pagina del tappeto mostra una stella con i nomi degli scribi sui bordi e una benedizione scritta al centro.
L'ordine dei libri nel Codice di Leningrado segue la tradizione testuale tiberiana, che è anche quella della tradizione successiva dei manoscritti biblici sefarditi. Questo ordine per i libri differisce notevolmente da quello della maggior parte delle bibbie ebraiche stampate per i libri dei Ketuvim. Nel Codice di Leningrado, l'ordine dei Ketuvim è: Cronache, Salmi, Giobbe, Proverbi, Rut, Cantico dei Cantici, Ecclesiaste, Lamentazioni, Ester, Daniele, Esdra-Neemia. L'ordine completo dei libri è riportato di seguito.